# DongFeng Captain
DongFeng Captain или DongFeng C — семейство мало- и среднетоннажных грузовых автомобилей китайской компании Dongfeng по лицензии UD Trucks. Производятся с 2011 года.

## Технические характеристики
Автомобили Dongfeng Captain оснащаются дизельными двигателями Dongfeng-Cummins мощностью 125-160 л. с. (Евро-2 — Евро-5).

## Преемник
В качестве преемника производится DongFeng Dolica.

## Другая информация
9 марта 2011 года презентовали 2-тонную модель Captain N300. Она использует технологии компании Nissan, а также оснащается двигателем Nissan ZD30 мощностью 140 л. с. При скорости движения 50 км/ч грузовик расходует всего 7.7 литров на 100 км, что на 6-10% меньше, чем расход прототипов. В качестве опции новая 2-тонная модель может оснащаться системами ABS+EBD. Габаритные размеры грузовой платформы Dongfeng Captain N300 - 4130x1910x380 мм. Колёсная база шасси - 3350 мм.